# كارل شميت (لاعب كرة قدم)
كارل شميت (بالألمانية: Karl Schmidt)‏ (5 مارس 1932 في ألمانيا - 10 يوليو 2018 بغوتينغن في ألمانيا) هو لاعب كرة قدم ألماني في مركز الدفاع. شارك مع منتخب ألمانيا لكرة القدم. أما مع النوادي، فقد لعب مع نادي كايزرسلاوترن ونادي بيرمازنز ونادي هسن كاسل.

## وصلات خارجية
- كارل شميت على موقع قاعدة بيانات كرة القدم.إي يو (الإنجليزية)
- كارل شميت على موقع بيانات كرة القدم. دي إي (الألمانية)
- كارل شميت على موقع ناشيونال فوتبول تيمز (الإنجليزية)
- كارل شميت على موقع عالم كرة القدم.نت (الإنجليزية)